# Religião matriarcal

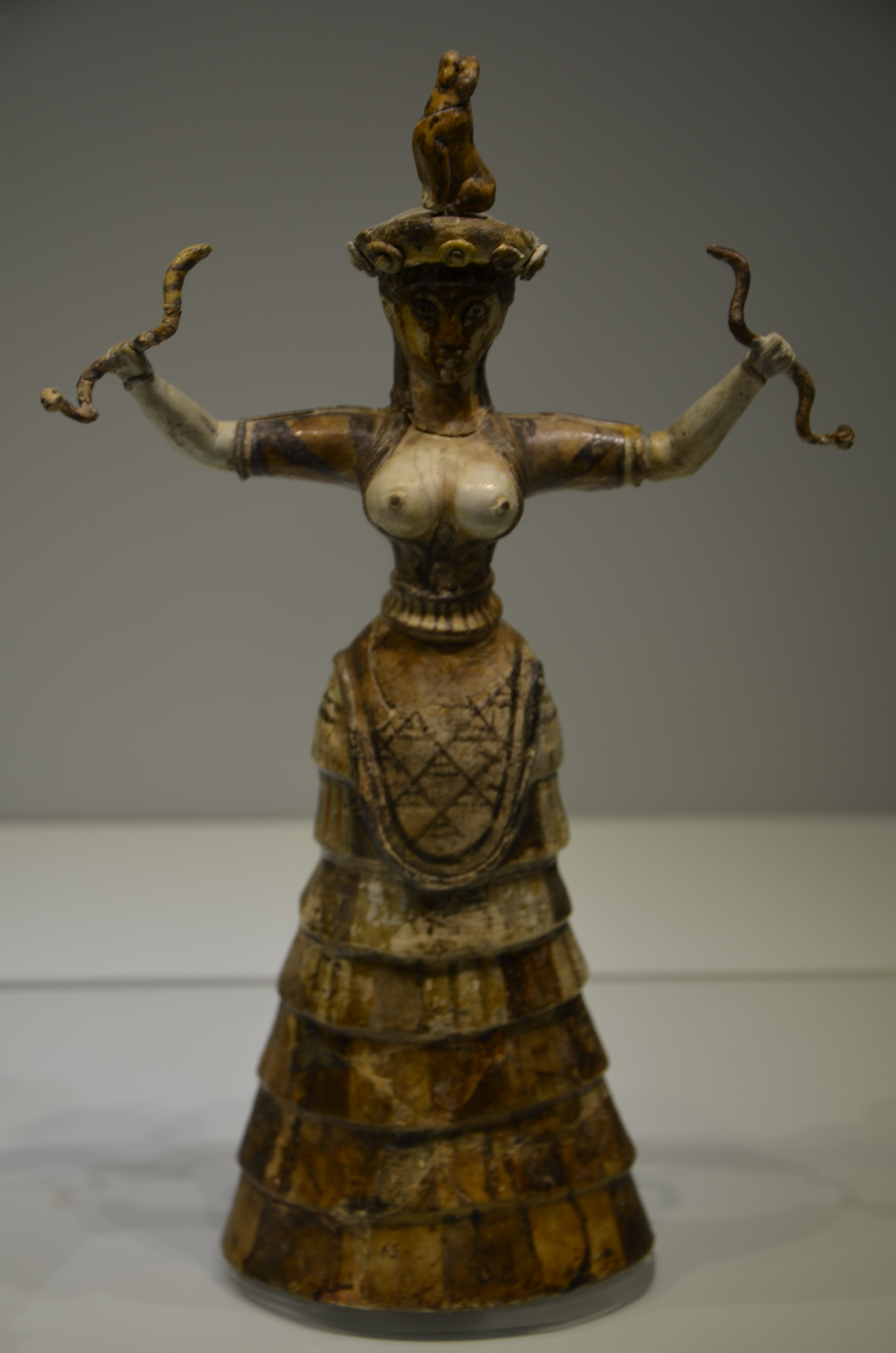
A deusa das serpentes é muitas vezes utilizada como prova da existência de um matriarcado primitivo embora não haja provas de que esta imagem represente uma deusa.

Uma religião matriarcal é uma religião que se concentra em uma deusa ou deusas. O termo é frequentemente utilizado para referir-se às teorias de religiões matriarcais pré-históricas que foram propostas por estudiosos como Johann Jakob Bachofen, Jane Ellen Harrison, e Marija Gimbutas, e mais tarde popularizada pela segunda onda do feminismo.

## História
O conceito de um matriarcado pré-histórico foi introduzido em 1861 quando Johann Jakob Bachofen publicou Uma Investigação do Caráter Religioso e Jurídico do Matriarcado no Mundo Antigo. Ele postulou que o patriarcado histórico é relativamente recente, tendo substituído um estado anterior de matriarcado. Bachofen apresenta um modelo onde a sociedade matriarcal e os cultos de mistério são a segunda das quatro fases históricas do desenvolvimento da religião. A primeira fase ele chamou de "hetaerismo", que se caracteriza pela existência de caçadores coletores paleolíticos a praticar a poligamia. A segunda fase é a neolítica, um estado matriarcal lunar da agricultura, com uma primeira forma da deusa Deméter dominante. Este foi seguido por um período "dionisíaco" de emergência do patriarcado, que finalmente conseguiu se estabelecer no período "apolíneo" do patriarcado e o aparecimento da civilização na antiguidade clássica.
No início de 1900, a historiadora Jane Ellen Harrison apresentou a teoria de que o panteão olímpico substituiu uma anterior adoração às deusas da terra.
Robert Graves postulou um matriarcado pré-histórico na década de 1950, em seus livros O Grande Livro dos Mitos Gregos e A Deusa Branca, e deu uma descrição detalhada de uma sociedade do futuro com uma religião matriarcal em seu romance Sete Dias em Nova Creta.

## Segunda onda do feminismo e o movimento da Deusa

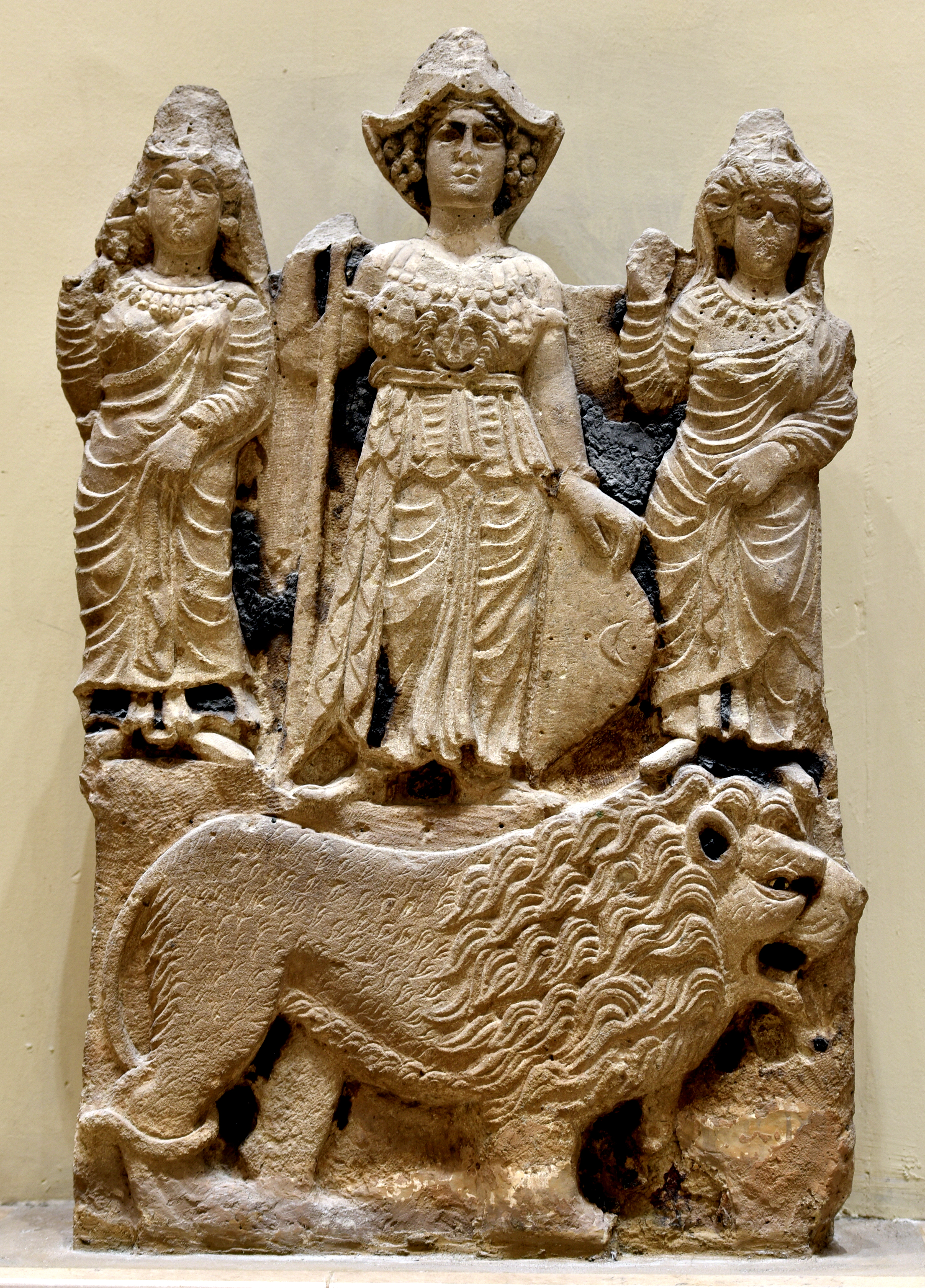
As deusas árabes al-Uzza,Al-Lat, e Manat, (século II d.C.,Museu do Iraque), mencionadas no Alcorão.

As ideias de Bachofen foram retomadas na década de 1970 pela segunda onda feminista, como a autora Merlin Stone, que assumiu as estatuetas paleolíticas de Vênus como provas de um matriarcado pré-histórico. Ela apresenta religiões matriarcais como envolvendo um "culto das serpentes" como um grande símbolo de sabedoria espiritual, fertilidade, vida, força.
Além disso, a antropóloga Marija Gimbutas introduziu o campo da arqueologia feminista na década de 1970. Seus livros Os Deuses e Deusas da Velha Europa (1974), O Idioma da Deusa (1989), e A Civilização da Deusa (1991) tornaram-se obras-padrão para a teoria de que um patriarcado ou "androcracia" originou-se na Idade do Bronze, substituindo uma religião neolítica centrada na Deusa. Estas teorias foram apresentadas como hipóteses acadêmicas, ainda que de um ponto de vista ideológico, na década de 1970, mas também influenciaram a espiritualidade feminista e, especialmente, ramos feministas do Neo-paganismo, que também surgiu durante a década de 1970 (ver Wicca Diânica e Reclaiming), de modo que a religião matriarcal também é contemporânea de um novo movimento religioso dentro do maior campo de neo-paganismo, geralmente conhecido como o movimento da Deusa.
A maioria dos antropólogos modernos rejeitam a ideia de um matriarcado pré-histórico, mas reconhecem grupos matrilineares ao longo da história humana.

## Críticas

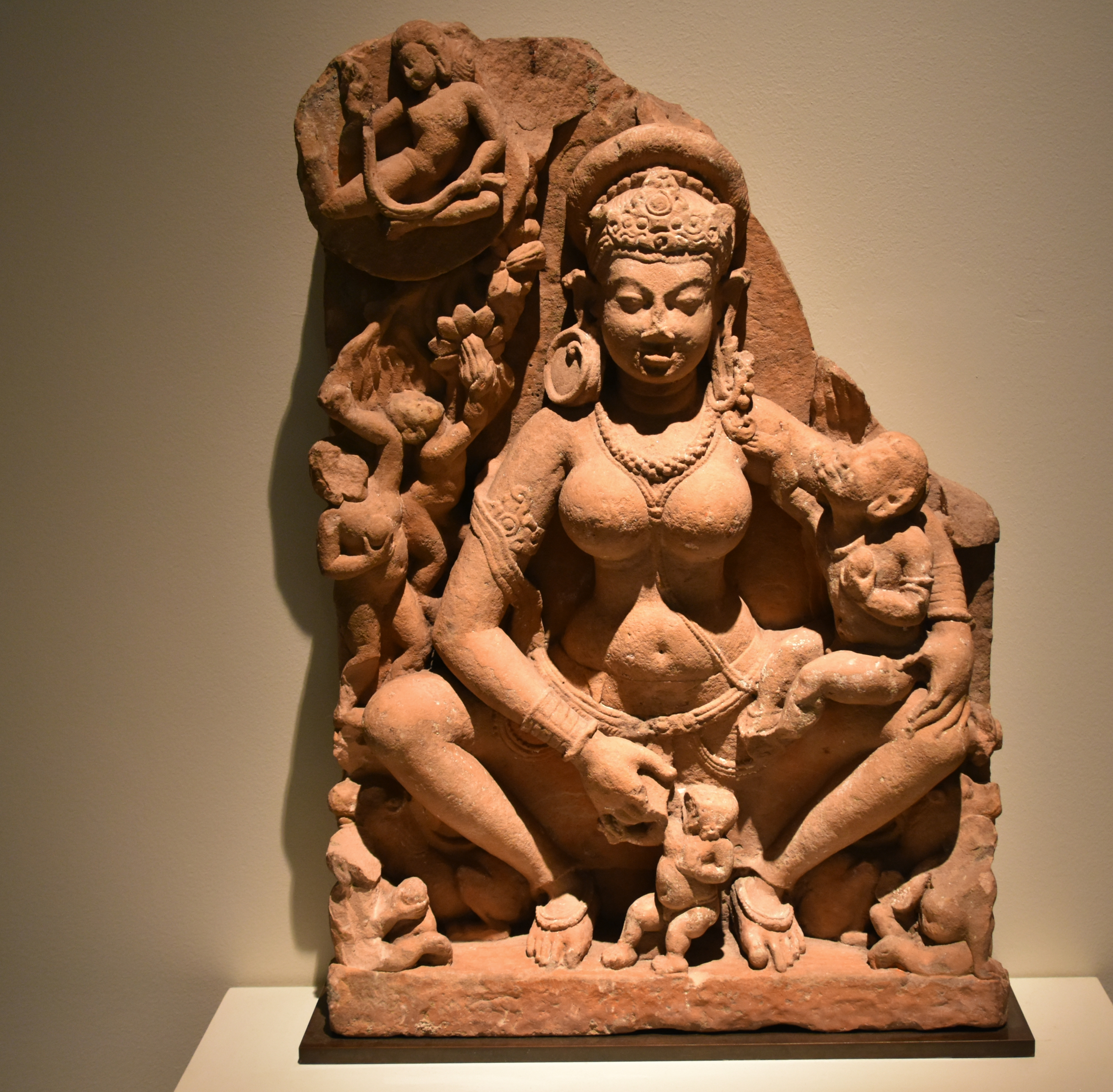
Escultura da Deusa Mãe de Madhya Pradesh ou Rajasthan, Índia, 6º - 7º século. (Museu Nacional da Coreia, Seul.)

O debate continua sobre se a antiga religião matriarcal historicamente existiu. A estudiosa Americana Camille Paglia afirmou que "não há um fragmento de evidência que suporte a existência do matriarcado em qualquer lugar do mundo em qualquer tempo," e ainda que "a ambivalência moral das grandes Deusas-mães foi convenientemente esquecida pelas feministas americanas que a ressuscitaram". Em seu livro O Mito do Matriarcado Pré-histórico (2000), a estudiosa Cynthia Eller discute a origem da ideia do matriarcado pré-histórico, as evidências a favor e contra a sua precisão histórica, e se a ideia é boa para o feminismo moderno.